# Saint-Georges-Nigremont
Saint-Georges-Nigremont è un comune francese di 173 abitanti situato nel dipartimento della Creuse nella regione della Nuova Aquitania.

## Società

### Evoluzione demografica
Abitanti censiti